# Lacrimispora xylanolytica
Lacrimispora xylanolytica es una especie de  bacteria grampositiva del género Lacrimispora. Fue descrita en el año 2020. Su etimología hace referencia a disolución de xilano. Anteriormente conocida como Clostridium xylanolyticum. Es anaerobia estricta, móvil por flagelación perítrica y formadora de esporas. Tiene un tamaño de 0,5-0,8 μm de ancho por 1,8-3 μm de largo. Temperatura óptima de crecimiento de 35 °C. Forma colonias β-hemolíticas. Se ha aislado de madera de pino (Pinus patula) en descomposición. 